# Medaglia Liebig
La medaglia Liebig (Liebig-Denkmünze in tedesco) è un premio annuale assegnato dalla Società Chimica Tedesca (Verein Deutscher Chemiker) dal 1903 a chimici tedeschi. La medaglia prende il nome da Justus von Liebig.

## Vincitori
- 1903 Adolf von Baeyer
- 1904 Rudolf Knietsch
- 1905 Eduard Buchner
- 1907 Adolph Frank
- 1908 Otto Schönherr
- 1909 Otto Schott
- 1911 Paul Ehrlich
- 1912 Carl Dietrich Harries
- 1913 Emil Ehrensberger
- 1914 Fritz Haber
- 1919 Carl Bosch
- 1921 Max Planck
- 1922 Wilhelm Normann
- 1924 Max Schroeder
- 1925 Gustav Heinrich Johann Apollon Tammann
- 1926 Robert-Emanuel Schmidt
- 1927 Fritz Raschig
- 1928 Friedrich Bergius
- 1929 Hans Fischer
- 1930 Otto Ruff
- 1931 Friedrich Emich, Ida Noddack, Walter Noddack
- 1933 Adolf Spilker
- 1934 Ferdinand Flury
- 1935 Walther A. Roth, Karl Ziegler
- 1936 Gustav Franz Hüttig
- 1937 Ernst Späth
- 1938 Eduard Zintl
- 1940 Otto Hönigschmid
- 1950 Erich Konrad
- 1951 Wilhelm Klemm
- 1953 Wilhelm Moschel
- 1955 Feodor Lynen
- 1956 Heinrich Hock
- 1957 Friedrich Adolf Paneth
- 1958 Gerhard Schramm
- 1960 Georg-Maria Schwab
- 1961 Rolf Huisgen
- 1964 Günter Scheibe
- 1965 Wilhelm Husmann
- 1967 Erich Thilo
- 1969 Oskar Glemser
- 1972 Hans-Werner Kuhn
- 1973 Leopold Horner
- 1976 Horst Pommer
- 1980 Ernst Ruch
- 1981 Armin Weiss
- 1983 Dieter Oesterhelt
- 1984 Ulrich Schöllkopf
- 1986 Rolf Appel
- 1987 Gerhard Ertl
- 1989 Meinhart Zenk
- 1991 Kurt Issleib
- 1993 Reinhard W. Hoffmann
- 1994 Wolfgang Beck
- 1996 Werner Kutzelnigg
- 1998 Helmut Schwarz
- 2000 Reinhart Ahlrichs
- 2002 Hans Wolfgang Spiess
- 2004 Arndt Simon
- 2006 Herbert Mayr
- 2008 Wolfgang Krätschmer
- 2010 Joachim Sauer
- 2012 Walter Thiel
- 2014 Hans-Ulrich Reißig
- 2016 Markus Antonietti
- 2018 Wolfgang Schnick
- 2020 Herbert Waldmann
- 2022 Claudia Felser
- 2024 Katharina Landfester